# Хімічний зв'язок у мінералах
Хімічний зв'язок у мінералах – хімічний зв'язок, який існує між структурними одиницями в мінералах. 
Виділяють: водневий зв’язок, йонний зв’язок (полярний, гетерополярний, гетероатомний, електровалентний), ковалентний зв’язок (гомеополярний, гомоатомний, атомний), металічний (обумовлений переміщенням валентних електронів металу по всьому простору кристалічної ґратки, яка утворена позитивно зарядженими йонами), молекулярний (Ван-дер-Ваальсівський або залишковий – обумовлений дисперсійним, індукційним та орієнтаційним ефектами взаємодії молекул), донорно-акцепторний або координаційний зв’язок, змішаний (включає різні типи хімічного зв’язку, характерний для мінералів з комплексними аніонами) і проміжний зв’язки (найпоширеніший – проміжний між йонним і ковалентним).
Типи структурного співвідношення в мінералах між аніоном (Х) і катіоном (А): АХ1, АХ2, А2Х3, АХ3, А2Х і т.д.